# Lukas Rotpuller
Lukas Rotpuller (nacido el 31 de marzo de 1991 en Eisenstadt, Austria) fue un futbolista austríaco que jugaba de central

## Trayectoria
Rotpuller fue internacional sub-20 con la selección de Austria y disputó más de 100 partidos en la Bundesliga austriaca entre 2012 y 2017 en las filas del FK Austria Viena. Con el mismo conjunto vienés, participaría en la Europa League, competición en la que alcanzó hasta 11 titularidades.
En febrero de 2018, el zaguero austriaco, que estaba libre, firma por el Real Valladolid Club de Fútbol de la Segunda División de España, para cubrir el hueco del lesionado Deivid hasta el final de la temporada 2017-18, y habiendo terminando la temporada no logró disputar ningún minuto en el tiempo que estuvo en el club.

## Clubes
| Club                  | País          | Año           | Partidos | Goles |
| --------------------- | ------------- | ------------- | -------- | ----- |
| Austria Amateure      | Austria       | 2009-2015     | 39       | 1     |
| SV Ried (cedido)      | Austria       | 2012          | 22       | 0     |
| FK Austria Viena      | Austria       | 2012-2017     | 142      | 10    |
| Real Valladolid C. F. | España        | 2018          | 0        | 0     |
| Total carrera         | Total carrera | Total carrera | 203      | 11    |

## Palmarés
| Título     | Club             | País    | Año     |
| ---------- | ---------------- | ------- | ------- |
| Bundesliga | FK Austria Viena | Austria | 2012/13 |